# Nawałniki
Nawałniki, nawałnikowate (Hydrobatidae) – monotypowa rodzina ptaków z rzędu rurkonosych (Procellariiformes).

## Zasięg występowania
Rodzina obejmuje gatunki występujące na otwartych wodach oceanów, głównie północnej półkuli.

## Charakterystyka
Długość ciała 13–27 cm; masa ciała 14–112 g; rozpiętość skrzydeł 32–57 cm.
Są ptakami ściśle pelagicznymi, na ląd przybywają jedynie w celu złożenia jaj i odchowu piskląt.
Nawałniki gniazdują kolonijnie na trudno dostępnych wyspach. Tak jak pozostałe rurkonose składają jedno jajo, zazwyczaj w norze lub w szczelinach skalnych. Pisklę wykluwa się po około 40–50 dniach wysiadywania i pozostaje w gnieździe pod opieką rodziców przez 50 do 70 dni.
Nawałniki są ptakami monogamicznymi, tworzą stałe pary trwające wiele lat. Badania genetyczne pokazały, że w odróżnieniu od innych monogamicznych ptaków, niewierność małżeńska jest bardzo rzadka.

## Systematyka

### Etymologia
- Hydrobates: gr. ὑδρο- hudro- „wodny”, od ὑδωρ hudōr, ὑδατος hudatos „woda”; βατης batēs „piechur”, od βατεω bateō „spacerować, chodzić”, od βαινω bainō „iść”[24].
- Thalassidroma: gr. θαλασσα thalassa, θαλασσης thalassēs „morze”; -δρομος -dromos „biegacz”, od τρεχω trekhō „biegać”[24]. Gatunek typowy: Procellaria pelagica Linnaeus, 1758.
- Zalochelidon: gr. ζαλη zalē „burza, sztorm”; χελιδων khelidōn, χελιδονος khelidonos „jaskółka”[24]. Gatunek typowy: Procellaria pelagica Linnaeus, 1758.
- Halobates: gr. ἁλς hals, ἁλος halos „morze”; βατης batēs „piechur”, od βατεω bateō „spacerować, chodzić”, od βαινω bainō „iść”[24]. Nowa nazwa dla Hydrobates F. Boie, 1822.
- Oceanodroma: gr. ωκεανος ōkeanos „ocean”; -δρομος -dromos „biegacz”, od τρεχω trekhō „biegać”[24]. Gatunek typowy: Procellaria futcata J.F. Gmelin, 1789.
- Cymochorea: gr. κυμα kuma, κυματος kumatos „fala”; χορεια khoreia „taniec”, od χορος khoros „tańczyć”[24]. Gatunek typowy: Procellaria leucorhoa Vieillot, 1818.
- Halocyptena: gr. ἁλς hals, ἁλος halos „morze”; ωκυς ōkus „szybki”; πτηνος ptēnos „skrzydlaty”, od πετομαι petomai „latać”[24]. Gatunek typowy: Halocyptena microsoma 1864.
- Pacificodroma: Pacyfik; gr. -δρομος -dromos „biegacz”, od τρεχω trekhō „biegać”[24]. Gatunek typowy: Thalassidroma monorhis Swinhoe, 1867.
- Bannermania: dr David Armitage Bannerman (1886–1979), szkocki ornitolog[24]. Gatunek typowy: Thalassidroma hornbyi G.R. Gray, 1854.
- Tethysia: epitet gatunkowy Thalassidroma tethys Bonaparte, 1852; w mitologii greckiej Tetyda (gr. Τηθυς Tēthus, łac. Tethys) była najwyższą boginią morza, córką Uranosa i Gai, żoną Okeanosa, matką Okeanid[24]. Gatunek typowy: Thalassidroma tethys Bonaparte, 1852.
- Loomelania: zbitka wyrazowa nazwiska Loomis (Leverett Mills Loomis (1857–1928), amerykański ornitolog) i epitetu gatunkowego Procellaria melania Bonaparte, 1854[24]. Gatunek typowy: Procellaria melania Bonaparte, 1854.
- Bianchoma: zbitka wyrazowa nazwiska Bianchi (Walentin Lwowicz Bianchi (lub Bianki) (1857–1920), rosyjski ornitolog) oraz nazwy rodzaju Oceanodroma Reichenbach, 1853[24]. Gatunek typowy: Oceanodroma melania matsudariae Kuroda, 1922.
- Stonowa: anagram inicjału i nazwiska Alana Owstona (1853–1915), angielskiego kupca, żeglarza, przyrodnika, kolekcjonera zamieszkałego w Japonii w latach 1871–1915[24]. Gatunek typowy: Cymochorea owstoni Mathews & Iredale, 1915 (= Oceanodroma tristrami Salvin, 1896).
- Thalobata: gr. θαλασσα thalassa, θαλασσης thalassēs „morze”; βατης batēs „piechur”, od βατεω bateō „spacerować, chodzić”, od βαινω bainō „iść”[24]. Gatunek typowy: Thalassidroma castro Harcourt, 1851.

### Podział systematyczny
Tradycyjnie nawałniki dzielono na dwie podrodziny: oceanniki i nawałniki. Badania sekwencji genetycznej cytochromu b sugerują, że rodzina nawałników jest parafiletyczna, pozostałe rurkonose wyewoluowały z tej właśnie rodziny. Ponadto ostatnie badania sugerują, że oceanniki i nawałniki nie są ze sobą blisko spokrewnione, dlatego takson ten podnoszony jest do rangi rodziny oceanników (Oceanitidae). Do rodziny nawałników należy jeden rodzaj z następującymi gatunkami:
- Hydrobates pelagicus (Linnaeus, 1758) – nawałnik burzowy
- Hydrobates jabejabe (Bocage, 1875) – nawałnik zielonoprzylądkowy
- Hydrobates castro (Harcourt, 1851) – nawałnik białorzytny
- Hydrobates monteiroi (Bolton, Smith, Gomez-Diaz, Friesen, Medeiros, Bried, Roscales & Furness, 2008) – nawałnik azorski
- Hydrobates matsudairae (N. Kuroda, Sr., 1922) – nawałnik wędrowny
- Hydrobates melania (Bonaparte, 1854) – nawałnik czarny
- Hydrobates homochroa (Coues, 1864) – nawałnik bury
- Hydrobates microsoma (Coues, 1864) – nawałnik malutki
- Hydrobates tethys (Bonaparte, 1852) – nawałnik galapagoski
- Hydrobates leucorhous (Vieillot, 1818) – nawałnik duży
- Hydrobates cheimomnestes (Ainley, 1980) – nawałnik zimowy – takson wyodrębniony ostatnio z H. leucorhous[28][29]
- Hydrobates socorroensis (C.H. Townsend, 1890) – nawałnik meksykański – takson wyodrębniony ostatnio z H. leucorhous[28][29]
- Hydrobates monorhis (Swinhoe, 1867) – nawałnik brunatny
- Hydrobates macrodactylus (W.E. Bryant, 1887) – nawałnik reliktowy – takson prawdopodobnie wymarły, ostatni żywy osobnik widziany był w 1912 roku[30]
- Hydrobates tristrami (Salvin, 1896) – nawałnik żałobny
- Hydrobates markhami (Salvin, 1883) – nawałnik ciemny
- Hydrobates furcatus (J.F. Gmelin, 1789) – nawałnik popielaty
- Hydrobates hornbyi (G.R. Gray, 1854) – nawałnik obrożny